# 肖爾德博恩 (喬治亞州)
肖爾德伯恩（英語：Shoulderbone）是位於美國喬治亞州漢考克縣的一個非建制地區。該地的面積和人口皆未知。

## 地理
肖爾德伯恩的座標為33°20′23″N 83°04′48″W / 33.33972°N 83.08000°W，而該地的平均海拔高度為119米（即390英尺）。